# Tutti

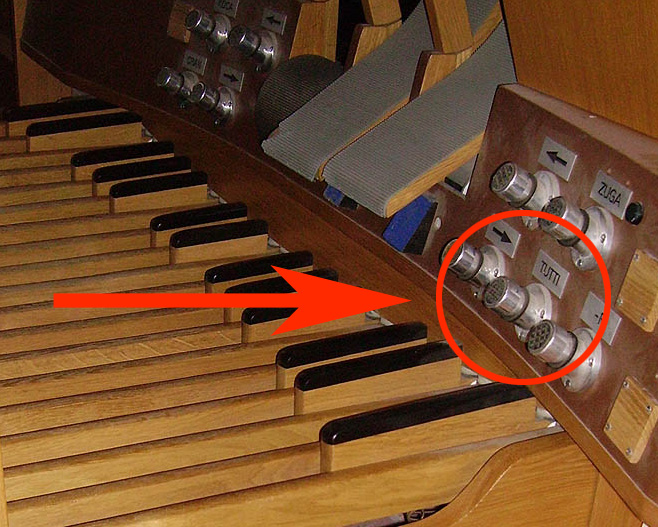
Varhanní pedály s vyznačeným spínčem pro hru "tutti"

Tutti (v italštině „všichni“) je výraz, který v hudbě označuje pasáž, kde mají hrát všechny nástroje, resp. zpívat všechny hlasy. Označení tutti u jednotlivých hlasů nebo v partituře pro soubor znamená, že po předchozím sólu nebo divisi (děleně), mají opět hrát všichni hráči společně.
V barokních operních áriích nebo instrumentálních sólových koncertech se místo výrazu tutti tutti užívá slovo ripieno s týmž významem.
Výraz tutti také může označovat obecně pasáže v hudební skladbě, kde mají hrát všechny nástroje. Při zkoušce tutti zkouší celý orchestr, při nástrojové (dělené) zkoušce orchestru, zkoušejí jednotlivé sekce nástrojů, či rejstříkové obory apod. V případě varhan odkazuje výraz tutti na nastavení nástroje, které zaujímá největší možný výběr rejstříků, které lze hrát současně.